# Malik Ghulam Muhammad
Malik Ghulam Muhammad, plus souvent appelé simplement Ghulam Muhammad, né le 20 avril 1895 à Lahore, alors situé en Inde Britannique, et mort le 12 septembre 1956 à Lahore au Pakistan, est un homme politique et homme d'État pakistanais. Il a notamment été le premier ministre des Finances de son pays, puis gouverneur général de 1951 à 1955.

## Biographie

### Jeunesse et famille
Malik Ghulam Muhammad est né le 20 avril 1895 à Mochi Gate, un quartier de Lahore, alors situé en Inde Britannique. Il est issu d'une famille aisée de la tribu pachtoune Kakazai. Il a ensuite fait ses études à l'Université musulmane d'Aligarh, et obtient un bachelor en économie et comptabilité. Peu après la fin de ses études, il participe à la fondation de Mahindra & Mahindra, constructeur automobile indien, en 1945. Au sein de l'entreprise, il gère la comptabilité, mais la quitte vite pour rejoindre le service de comptabilité de l'Indian Railways. 

### Carrière politique
Au moment de la partition des Indes, Ghulam Muhammad retourne dans sa ville natale, Lahore, et choisit donc le Pakistan. Il est nommé ministre des Finances dans le tout premier gouvernement du pays, celui du Premier ministre Liaquat Ali Khan. Dans le cadre du début guerre froide, il compte  mettre en place une planification de l'économie, mais sans remettre en cause le capitalisme. Toutefois, bien que soutenu par son Premier ministre, le premier plan quinquennal est abandonné quelques mois après son lancement.
Le 17 octobre 1951, il est nommé gouverneur général du Pakistan, en remplacement de Khawaja Nazimuddin. Il entre notamment en conflit avec l'Assemblée constituante, qui essaye de réduire ses pouvoirs, et Ghulam Muhammad dissout la chambre en conséquence. Sa santé se détériorant durant l'année 1955, il est provisoirement remplacé par Iskander Mirza, avant que ce dernier ne le démette le 7 août 1955. Ghulam Muhammad meurt l'année suivante, le 12 septembre 1956.